# Ira Katznelson
Ira Katznelson (Estats Units, 1944) és un historiador estatunidenc. Ocupa la càtedra Ruggles de Ciència política i Història a la Universitat de Colúmbia i és el president del Social Science Research Council. Doctorat en Història a Cambridge, va ser professor a la Universitat de Chicago i a la New School for Social Research. Les seves línies de recerca en Política comparada i Teoria política se centren en les desigualtats, els conflictes racials, les classes socials i el concepte de ciutadania dins de l'estat liberal, sobretot en el marc dels Estats Units. Va ser president de l'American Political Science Association durant el 2005 i el 2006, i actualment és membre de l'American Academy of Arts and Sciences i de la Societat Filosòfica Americana. Ha escrit o co-escrit nombrosos llibres, el darrer dels quals és Fear Itself: The New Deal and Origins of Our Time (Liveright Publishing, 2014), guardonat amb el Premi Bancroft.